# Калибр (завод, Россия)
ОАО «Калибр» — российское производственное предприятие. Основано в 1932 году. Располагается в Москве по улице Годовикова, дом 9 (станция метро Алексеевская).

## История завода
В начале 1931 года около южной окраины деревни Марьино развернулось строительство завода «Калибр» — первого крупного специализированного предприятия по производству точных измерительных приборов, который был сдан в эксплуатацию в 1932 году. Сельская местность, где расположился завод, официально входит в состав Москвы с 1917 года.
До начала Великой Отечественной войны «Калибр» выпускал калибры, микрометры, штангенциркули, концевые меры длины. 
16 октября 1941 года по заводу «Калибр» был объявлен приказ Государственного комитета обороны об остановке работы и эвакуации предприятия. Необходимо было в кратчайший срок демонтировать, погрузить, перевезти и смонтировать на новом месте станки и прочее оборудование, в новых условиях наладить снабжение завода материалами и начать давать продукцию, необходимую фронту. Было решено эвакуировать «Калибр» в Узбекскую ССР, в поселок Чирчик под Ташкентом. Первоначально железнодорожные эшелоны направлялись в сторону Ташкента, но затем в ГКО решили разместить завод в Челябинске.
После войны номенклатура выпускаемых заводом изделий постепенно обновлялась и расширялась. В 1960-х годах интенсивно развивали производство контрольно-измерительных автоматов для автоматических линий в машиностроении и наращивали выпуск высокоточных приборов (профилографы, длиномеры и калибры специального назначения). 
Продукция завода получила многочисленные награды как всесоюзных так и зарубежных выставок. Большое внимание в тот период уделялось автоматизации производственного процесса. Цеха оснастили поточно-механизированными конвейерными и автоматическими линиями для изготовления микрометров и штангенциркулей нового поколения.
В 1971 году завод «Калибр» награждён орденом Октябрьской Революции. С 1937 по 1973 годы объём производства изделий вырос в 37 раз.
В соответствии с Указом Президента России об акционировании госпредприятий в 1994 году на территории завода «Калибр» был образован бизнес-центр. В 2015 году указом Правительства Москвы заводу также присвоен статус седьмого технопарка столицы.
13 декабря 2018 года мэр Москвы Сергей Собянин открыл новую фабрику цифровой печати на ткани, созданную компанией «Solstudio Textile Group» в технопарке «Калибр». Расширить мощности технопарка поможет и новый корпус. Создают его на месте долгостроя — промышленного здания, строительство которого было прекращено ещё в начале 1990-х.
На 2023 год на территории завода функционируют технопарк, бизнес-центр, коворкинг, складские помещения и съёмочные павильоны, а также одноименный детский (анимационный технопарк) «Калибр».

## Продукция
Завод выпускает измерительные инструменты (штангенциркули, микрометры, разнообразные калибры и другие инструменты). Кроме этого, завод оказывает производственные услуги: заточка инструмента, термообработка деталей, токарная и фрезерная обработка деталей.

## Технопарк «Калибр»
В IV квартале 2019 года технопарк планировал запуск нового объекта — «Калибр-Парк», это бизнес-центр с парковкой. «Калибр-Парк» был введён в эксплуатацию в IV квартале 2020 года. 

## Архитектура
На главном здании завода «Калибр» (административный корпус) расположены высокохудожественные барельефы в стиле производственного соцреализма, на которых изображены рабочие. 